# Selinunt

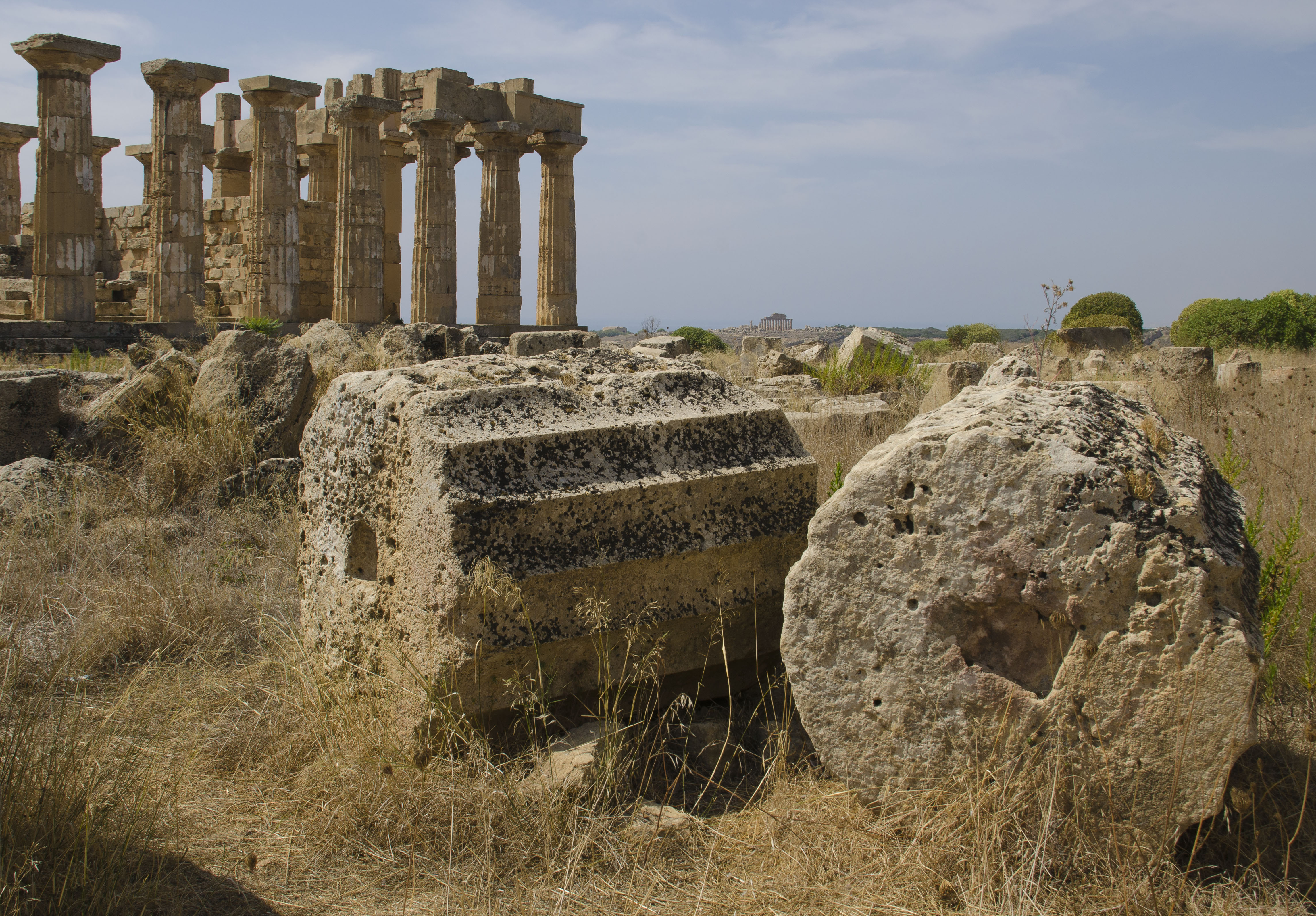
Selinunte: Trümmer des Tempels F (Vordergrund), Tempel E (links), Akropolis (Hintergrund)

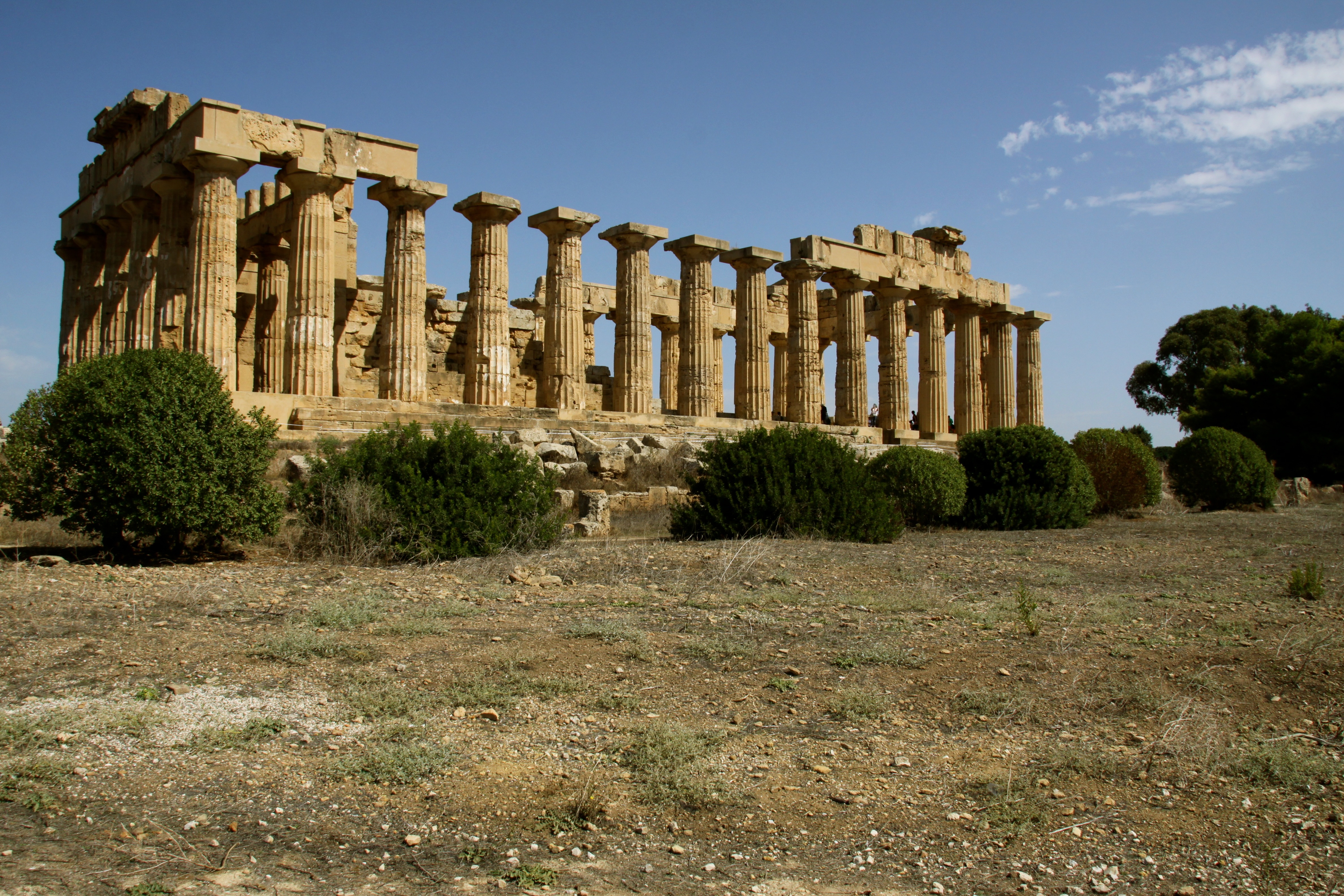
Tempel E

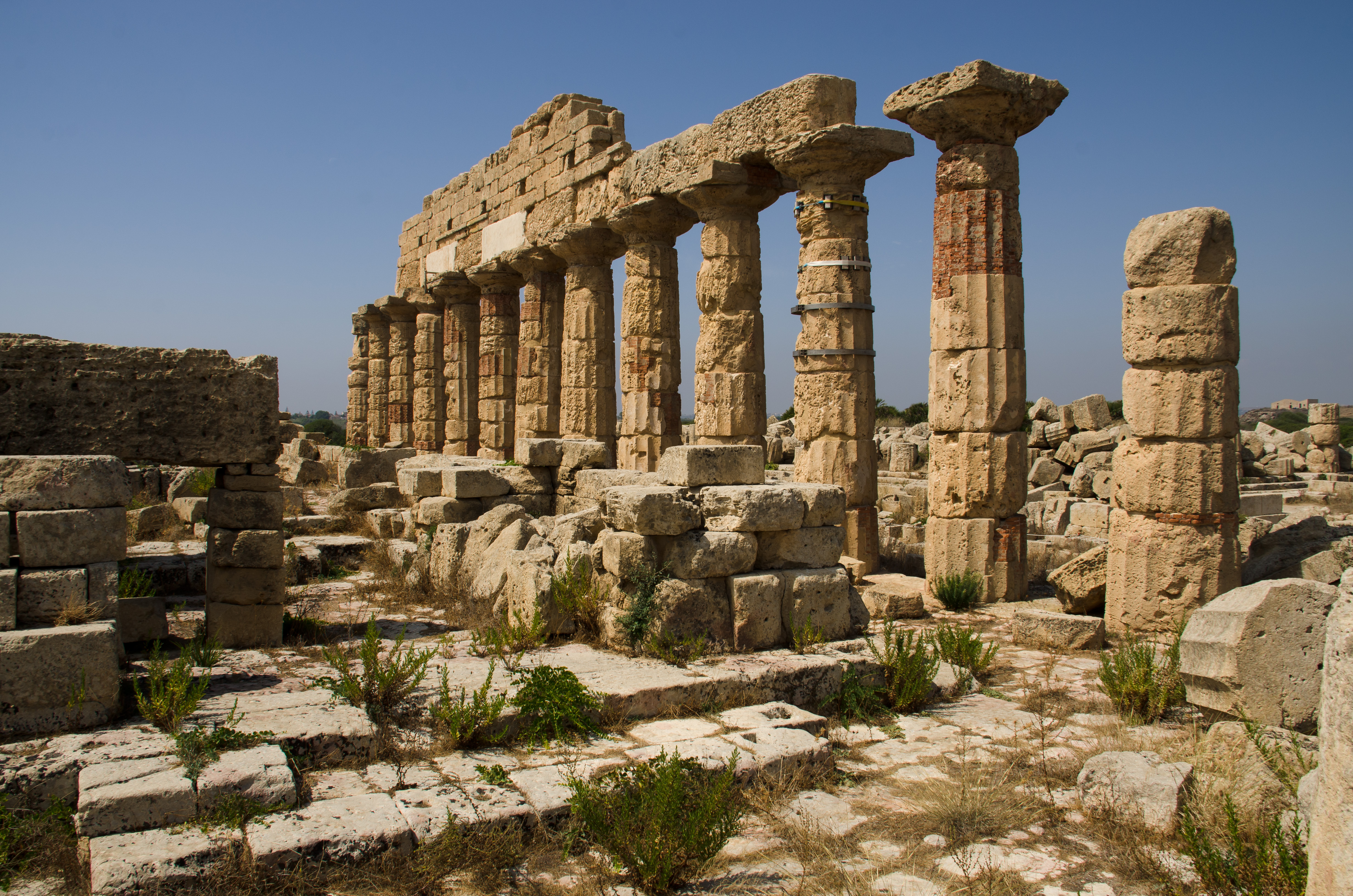
Tempel C

Selinunt (altgriechisch Σελινοῦς Selinous (m. sg.), lateinisch Selinūs und Selinuntum, italienisch Selinunte) ist eine archäologische Fundstätte im süditalienischen Freien Gemeindekonsortium Trapani auf Sizilien. Die Fundstätte befindet sich auf dem Gebiet der Gemeinde Castelvetrano an der Südküste Siziliens unmittelbar am Mittelmeer.
Die Fundstätte besteht vornehmlich aus den Überresten der alten griechischen Stadt Selinus, die in der Antike zu den wichtigsten Poleis Siziliens zählte. Davon zeugen unter anderem die zahlreichen Tempel, die zu den bedeutendsten griechischen Tempeln Siziliens zählen. Historisch bedeutsam, wenngleich weniger imposant sind auch die Ruinen aus der karthagischen Siedlungsphase des Ortes. In den vergangenen Jahrzehnten wurden große Teile der antiken Stadt freigelegt (Stand: 19. Februar 2008); eines der sämtlich durch Erdbeben zerstörten Heiligtümer wurde dabei teilweise wiederaufgebaut (Tempel E); die Rekonstruktion entspricht allerdings nicht dem aktuellen Forschungsstand.

## Geschichte

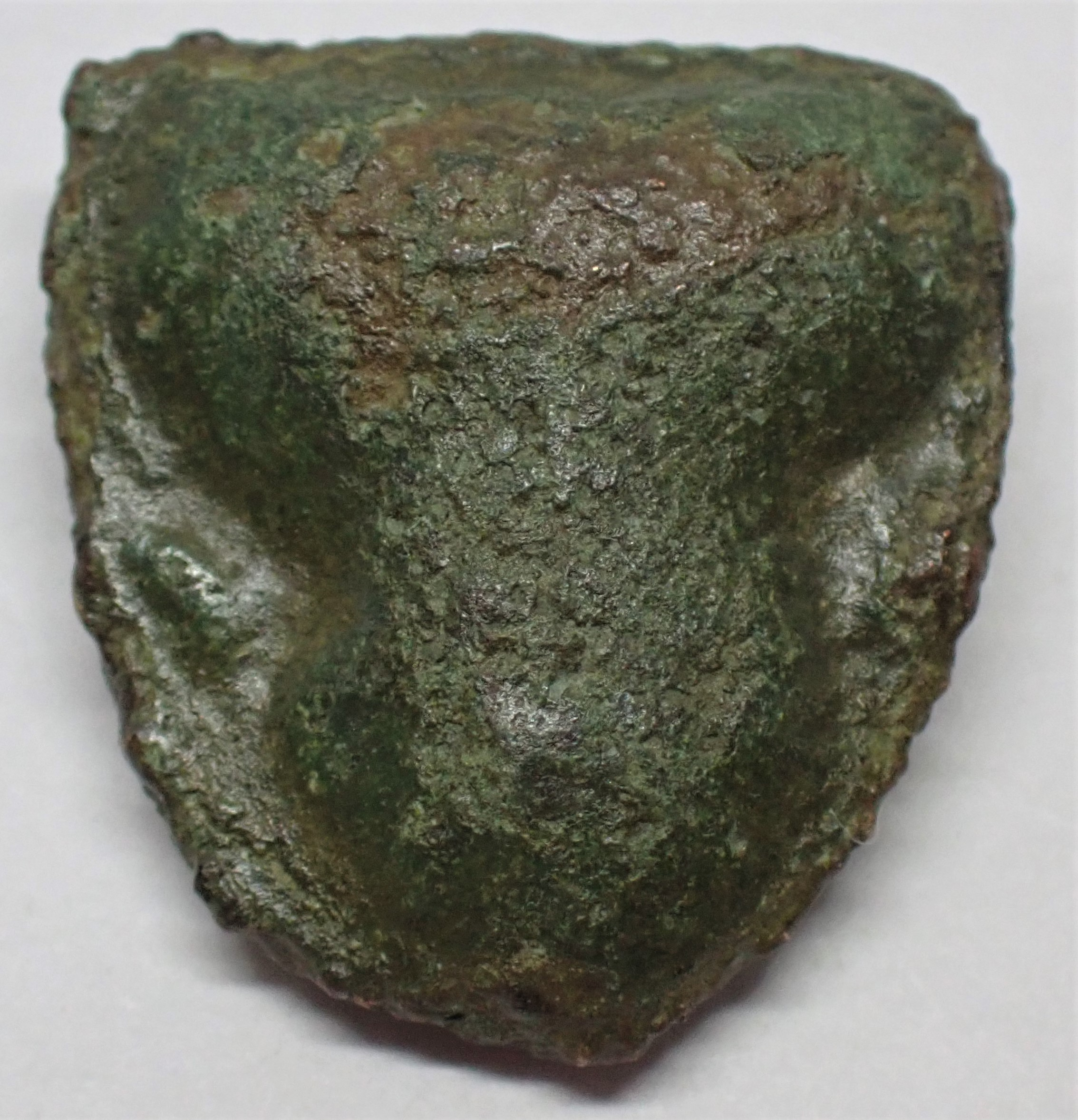
Bronzemünze aus Selinus, Hexas, um 400 v. Chr.

Die Polis Selinunt wurde im 7. Jahrhundert v. Chr. von dorischen Griechen aus dem ostsizilischen Megara Hyblaea gegründet; aus den Angaben bei Thukydides geht das Gründungsdatum 628 v. Chr. hervor, während die Angaben bei Diodor auf ca. 650 v. Chr. führen. Sie existierte rund 400 Jahre. Die Stadt war die westlichste griechische Pflanzstadt (Apoikia) an der Südküste der Insel. Sie war berühmt für ihre fruchtbaren Böden, auf denen ein besonders guter Weizen wuchs, und erlangte rasch großen Reichtum, der sich insbesondere in den zahlreichen großen Tempelbauten manifestierte. So überliefert der griechische Geschichtsschreiber Thukydides eine Szene, in der der Athener Nikias den Reichtum der Städte Selinunt und Syrakus folgendermaßen beschreibt:

„An Geld fehlt es ihnen (den Städten Selinunt und Syrakus) auch nicht, welches sie
sowohl bei sich als bei den Selinuntern in ihren Tempeln haben […]. Und, was noch
ein Umstand ist, worin sie uns am meisten überlegen sind, sie haben eine starke
Pferdezucht und das Getreide, das sie brauchen, aus ihrem eigenen Lande, ohne daß
es ihnen zugeführt zu werden braucht.“

In den sumpfigen Niederungen des Flusses Selinus gab es große Bestände wilden Selleries, die namensgebend für die Stadt und den Fluss wurden. Sogar das Wappen der Stadt war dem Sellerie gewidmet und enthielt den Zipfel eines Sellerieblattes. Im 6. Jahrhundert bestand in Selinunt laut Polyainos (1,28,2) eine Tyrannis unter einem gewissen Theron.
Die Polis war längere Zeit ein karthagischer Verbündeter, in erster Linie, um sich Unterstützung gegen Segesta zu sichern. Selinunt war die einzige griechische Stadt, die 480 v. Chr. in der Schlacht bei Himera auf Seiten Karthagos kämpfte. Danach scheint das Bündnis aber gelöst worden zu sein. Das 5. Jahrhundert war die Zeit der größten Blüte des Ortes. Die ewigen Konflikte zwischen dem griechischen Selinunt und der einheimischen Siedlung Segesta eskalierten aber in der Folgezeit und führten schließlich zu einem Eingreifen der Großmächte Athen und Sparta, wobei letzteres Syrakus und Selinunt gegen Athen unterstützte.
Nachdem sich Selinunt nach dem Scheitern der Sizilienexpedition Athens 413 v. Chr. die Verwüstung Segestas „geleistet“ hatte, wurde die Stadt nach Berichten Diodors von Karthago im Jahr 409 v. Chr. nach einem Krieg mit 16.000 Toten und 5000 Gefangenen weitgehend zerstört. Glaubt man Diodor, so traf die Belagerung und anschließende Zerstörung die Stadt völlig unvorbereitet:

„Die Selinuntier, die seit langen Zeiten keine Belagerung mehr erfahren, ja sogar als
einzige von den Sikelioten im Kriege gegen Gelon auf Seiten Karthagos gekämpft hatten,
waren niemals darauf gefaßt gewesen, von einem Volke, dem sie Wohltaten erwiesen hatten, in
eine solch schreckliche Bedrängnis gebracht zu werden. Da sie aber nun die riesigen
Kriegsmaschinen und die feindlichen Massen sehen mußten, befiel sie große Angst und sie
fühlten sich angesichts der großen drohenden Gefahr niedergeschlagen. Gleichwohl gaben sie
die Hoffnung auf Rettung nicht gänzlich auf […] und so kam es, daß sich das gesamte Volk
von den Mauern aus an der Verteidigung gegen die Feinde beteiligte.“

Die Zerstörung der Stadt schildert Diodor wie folgt:

„Als die Nacht verstrichen war, griff Hannibal bei Tagesanbruch von allen Seiten her
an und brachte den Teil der Stadtmauern, der bereits gefallen war, und das
anschließende Stück mit Hilfe seiner Belagerungsmaschinen zum Einsturz. […] Neun
Tage dauerte die Belagerung mit nicht zu überbietender Hartnäckigkeit, und so kam
es, daß die Karthager viel Schreckliches erlitten und taten“

Von den Karthagern (Puniern) wurde der Ort wieder aufgebaut. Er stand seither endgültig unter karthagischer Kontrolle und wurde fast ausschließlich von Puniern bewohnt, die in der Stadt auch ihre charakteristische Architektur einführten. Im Ersten Punischen Krieg wurde Selinunt dann 250 v. Chr. von den karthagischen Truppen geräumt und anschließend von den Römern zerstört. Damit endete die Geschichte Selinunts im Wesentlichen. Es gab aber offenbar eine gewisse Siedlungskontinuität auf sehr niedrigem Niveau, und in der Spätantike bestand ein kleiner christlicher Ort auf der einstigen Akropolis.
Einige Vulkanologen, Archäologen und Historiker vermuten, dass die Tempel der Stadt ebenso wie andere antike Städte an der sizilianischen Südwestküste auf Grund eines unterseeischen Erdbebens in der Straße von Sizilien und einer dadurch ausgelösten gewaltigen Flutwelle zerstört wurden. Die Datierung ist allerdings unklar.
Selinunt prägte schon seit dem 6. Jahrhundert vor Christus Münzen. Häufig tragen diese Münzen das Sellerieblatt als zentrales Motiv. Einige Bronzemünzen erscheinen sehr unrund, weil sie den Konturen des Sellerieblatts stark angepasst wurden.

## Archäologie und Stadtplanung

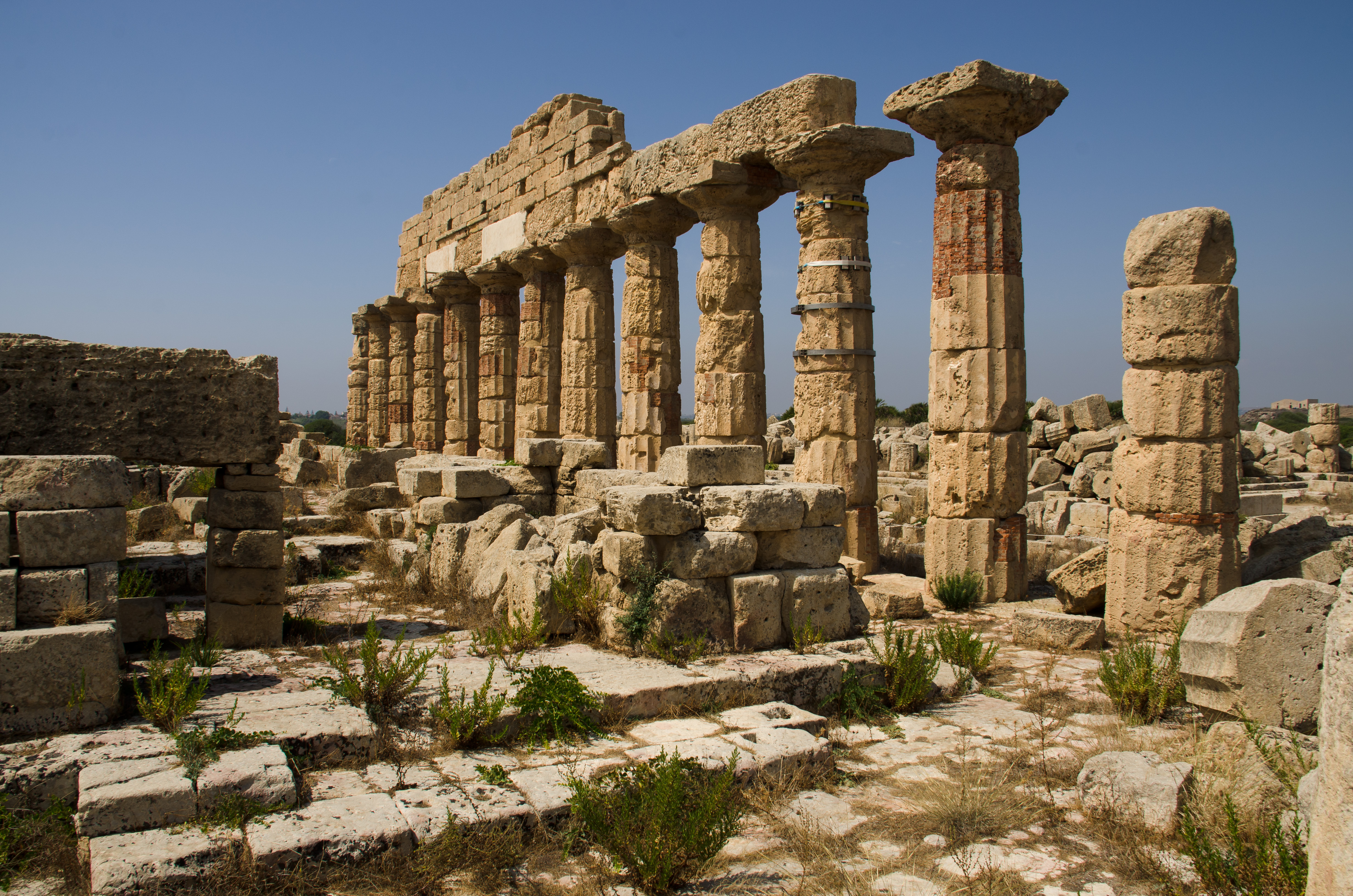
Akropolis

Die Stadt wurde von den Griechen regelmäßig angelegt. Davon zeugen die genormten Straßenbreiten von 9 m, 6,5 m und 3,5 m. Jeder Häuserblock war genau 100 Fuß breit. Die Rinnsteine waren im rechten Winkel verlegt, und in einem der Häuser wurde die bislang erste Wendeltreppe der Geschichte gefunden. Der Philosoph Empedokles soll veranlasst haben, zwei benachbarte Sümpfe trockenzulegen.
Sämtliche Gebäude und Tempel Selinunts sind bereits vor Jahrhunderten aufgrund von Erdbeben eingestürzt. Einer der Tempel wurde 1956 wieder aufgebaut, die Rekonstruktion ist allerdings sehr umstritten. Seit Jahren führt das DAI umfangreiche Ausgrabungen auf dem Gelände der antiken Stadt durch.
Die Tempel Selinunts zeichnen sich durch einen gestreckten Grundriss, einen geschlossenen hinteren Cellaraum (Adyton), die Betonung der Front durch Verdoppelung der Säulenreihen, Erweiterung der Abstände und eine vorgelegte Freitreppe aus und zeigen eine Tendenz zu räumlicher Weite. Dieses fällt aber nicht unter den Begriff Hypäthraltempel.
Richard Sennet schreibt in seinem Buch Handwerk:

„Nach den älteren Anlageplänen verbanden Straßen einzelne Gebäude miteinander, doch das 624 v. Chr. von den Griechen gegründete Selinus war die reinste Kreuzung aus Kette und Schuss. Die Straßenkreuzung selbst wurde als wichtiges Designelement betont. Das Bild eines ‚urbanen Gewebes‘ war hier nicht beiläufige Metapher, sondern ganz unmittelbare Beschreibung. Anderseits besaß Selinus die Festigkeit und Kompaktheit eines Schiffes.“

### Akropolis

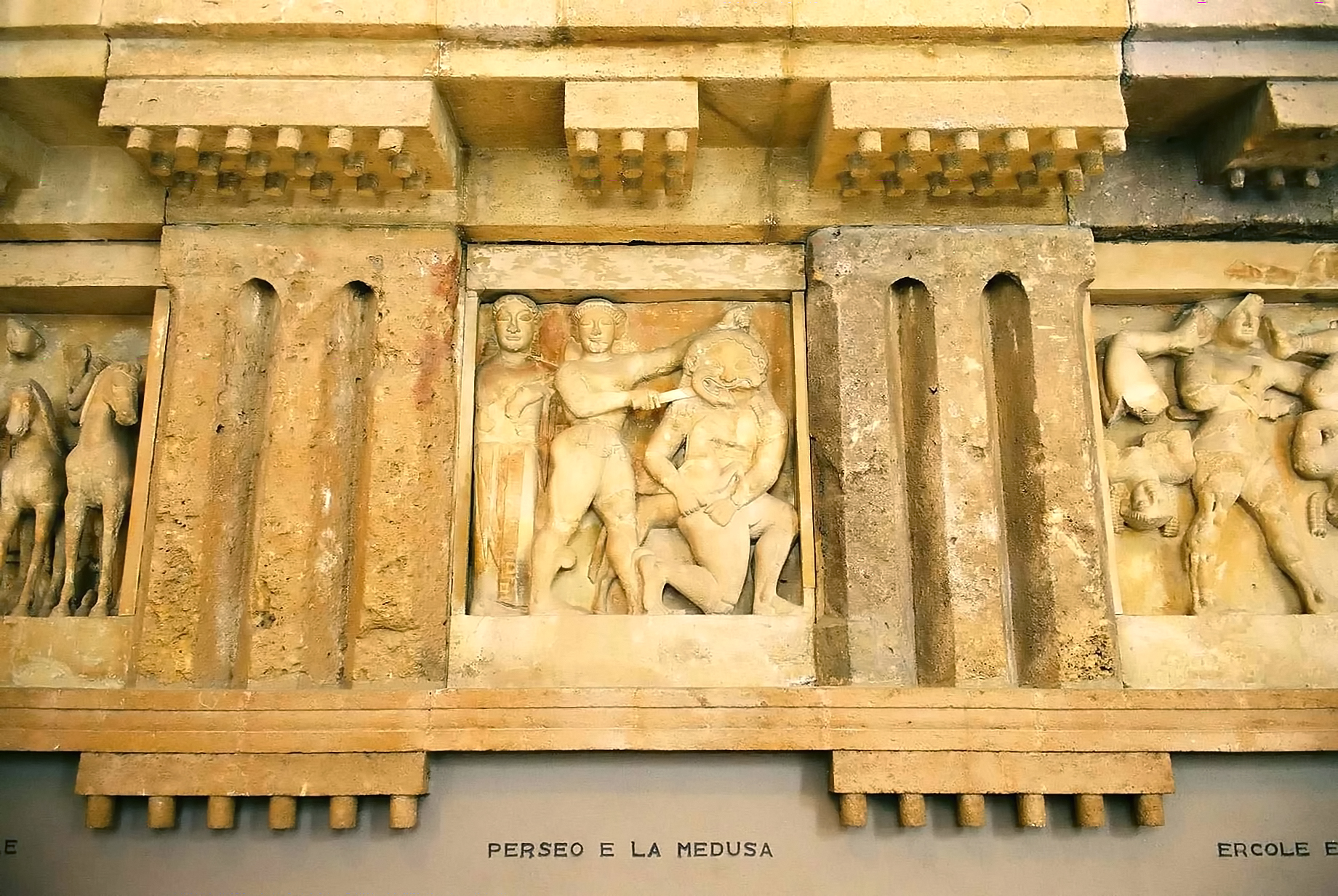
Metopen des Tempels C (heute in Palermo)

Die Akropolis weist vier Tempel auf, dazu gut erhaltene Terrassierungen und Befestigungen aus dem 4. Jahrhundert v. Chr. Einer der Tempel ist der Tempel C (6 mal 17 Säulen) aus der Mitte des 6. Jahrhunderts v. Chr., der teilweise restauriert wurde, ein weiterer ist der jüngere Tempel B. Hier finden sich auch die Überreste zahlreicher typisch punischer Wohnhäuser, die meist auf Fundamenten griechischer Bebauung errichtet wurden. Die Karthager scheinen auch die griechischen Heiligtümer weiterbenutzt zu haben, nun allerdings für ihren eigenen Kult. So finden sich etwa eindeutige Hinweise auf eine Verehrung von Tanit.

### Osthügel und Demeterheiligtum
Auf dem Osthügel im Osten der Akropolis, der damals der am dichtesten besiedelte Teil der Stadt war, befinden sich Reste von 12 Tempeln aus dem 6. und 5. Jahrhundert v. Chr.; dazu zählt der vermutlich der Göttin Hera geweihte Tempel E (um 460–450 v. Chr.), der auf zwei Vorläuferbauten steht und als dorischer Peripteros (6 mal 15 Säulen) restauriert wurde, sowie der um 520 v. Chr. begonnene und unvollendete Tempel G, der mit einer Grundfläche von 50 mal 110 Meter einer der größten griechischen Tempel ist. Im Schutt dieser Tempel fand man einen 70 t schweren Giebel.
Westlich der Akropolis befinden sich das Heiligtum der Demeter Malophoros aus dem 7. bis 5. Jahrhundert v. Chr. und eine daneben liegende Nekropole.

## Fundstücke

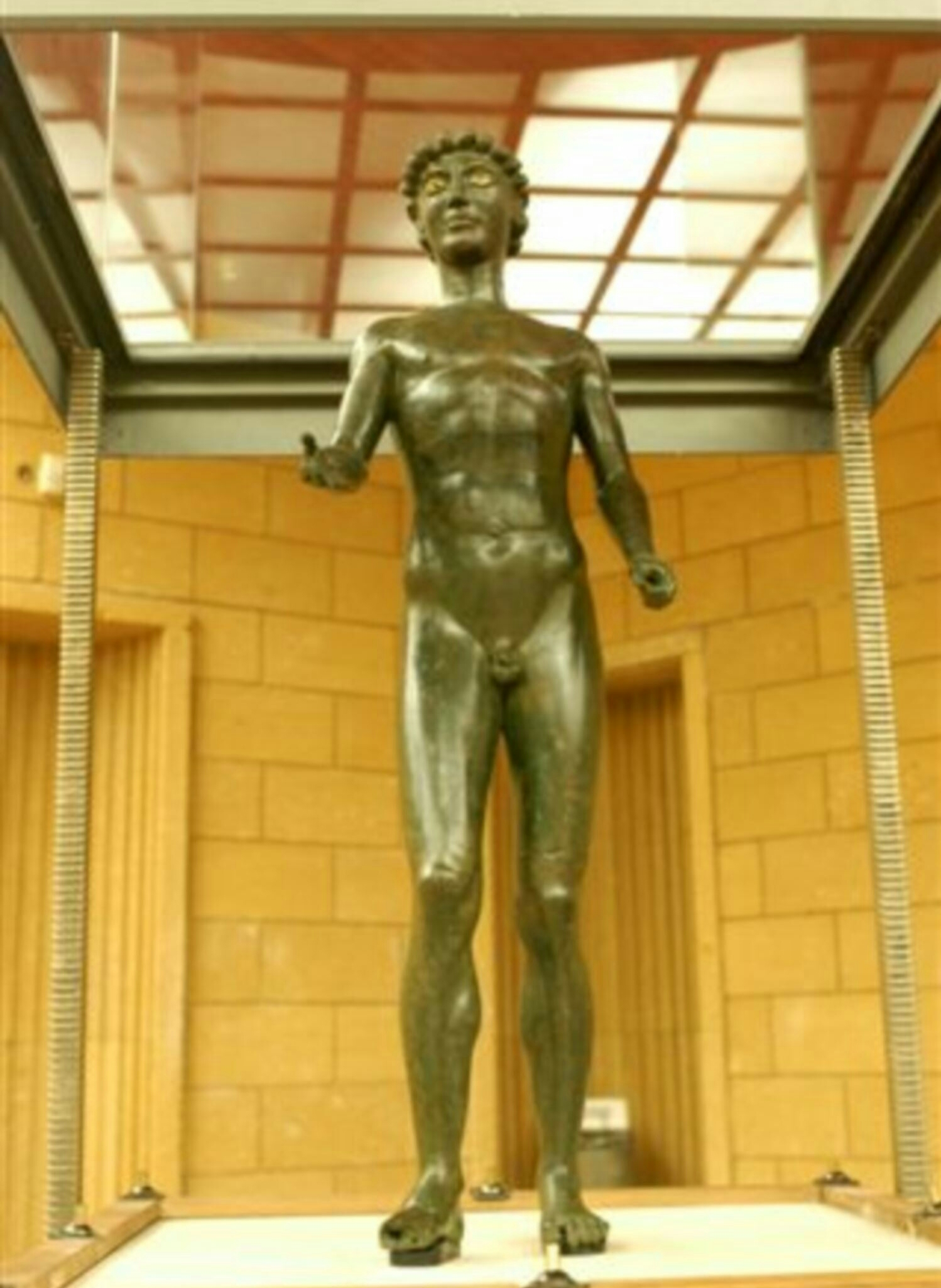
Ephebe von Selinunt

Zu den archäologischen Fundstücken aus Selinunt zählen:
- Skulptierte Metopen aus Tempel G (um 465–450 v. Chr.) und Tempel C
- Bronzeplastik, der „Ephebe von Selinunt“ aus der Zeit um 480 bis 460 v. Chr.
- Vasen und Terrakotten aus dem Heiligtum der Demeter Malophoros und der Nekropole

Die meisten dieser Fundstücke sind im Archäologischen Regionalmuseum von Palermo untergebracht.

## Rocche di Cusa

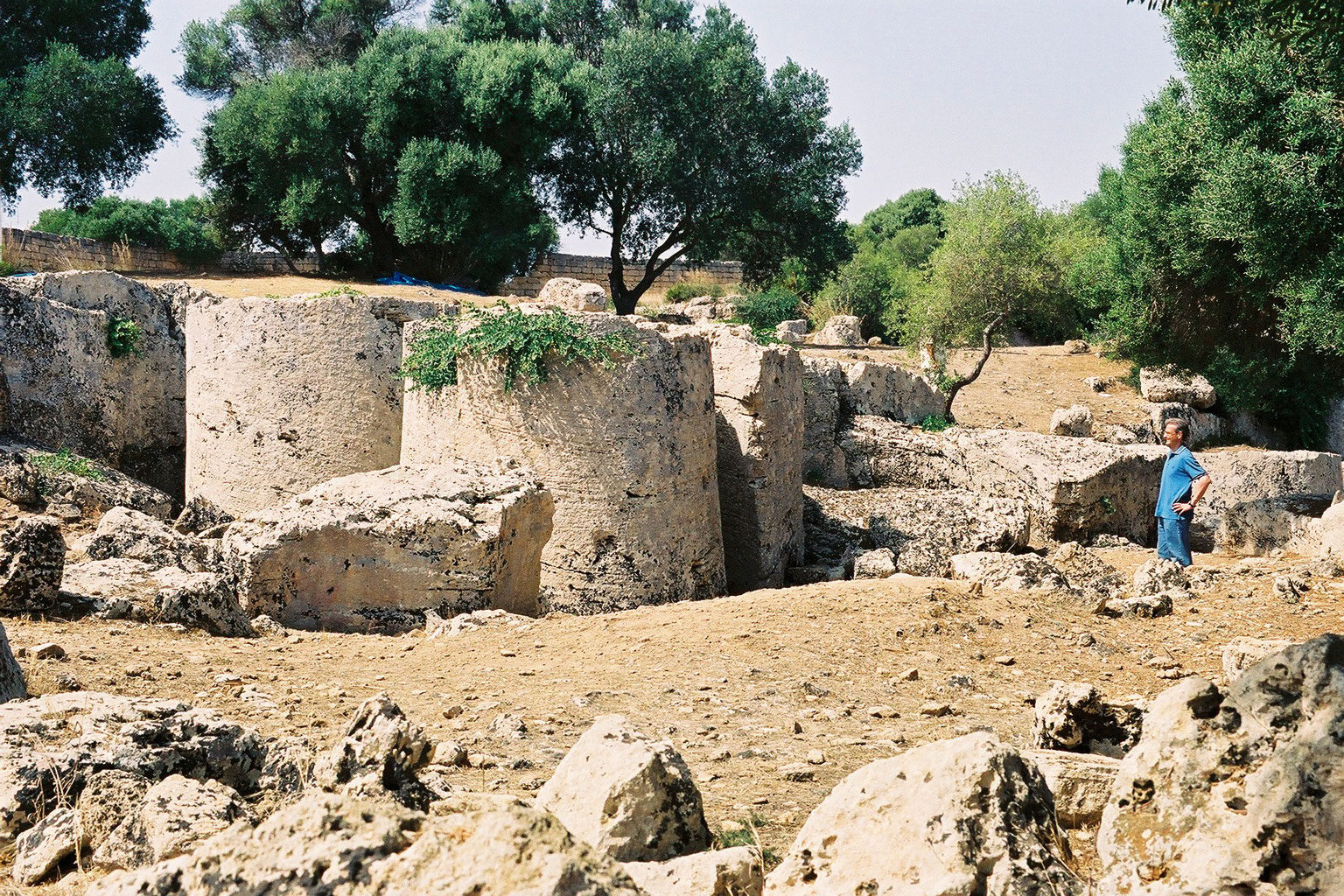
Rocche di Cusa

In der Nähe Selinunts befindet sich der antike Steinbruch Rocche di Cusa oder Cave di Cusa, aus dem das gesamte für den Bau der Tempel verwendete Material stammt. Hier ist zu sehen, wie Säulentrommeln, die für den unvollendeten Tempel G vorgesehen waren, aus den Felsen herausgearbeitet wurden.

## Heutige Nutzung
Der archäologische Park Selinunt kann heute von Touristen besucht werden. Besondere Aufmerksamkeit erhielten die Ruinen als ein Veranstaltungsort des Google Camps 2019 mit einem Auftritt der Band Coldplay. Ebenso fanden hier Mode-Shootings statt.

Das Museum im Archäologischen Park Selinunt
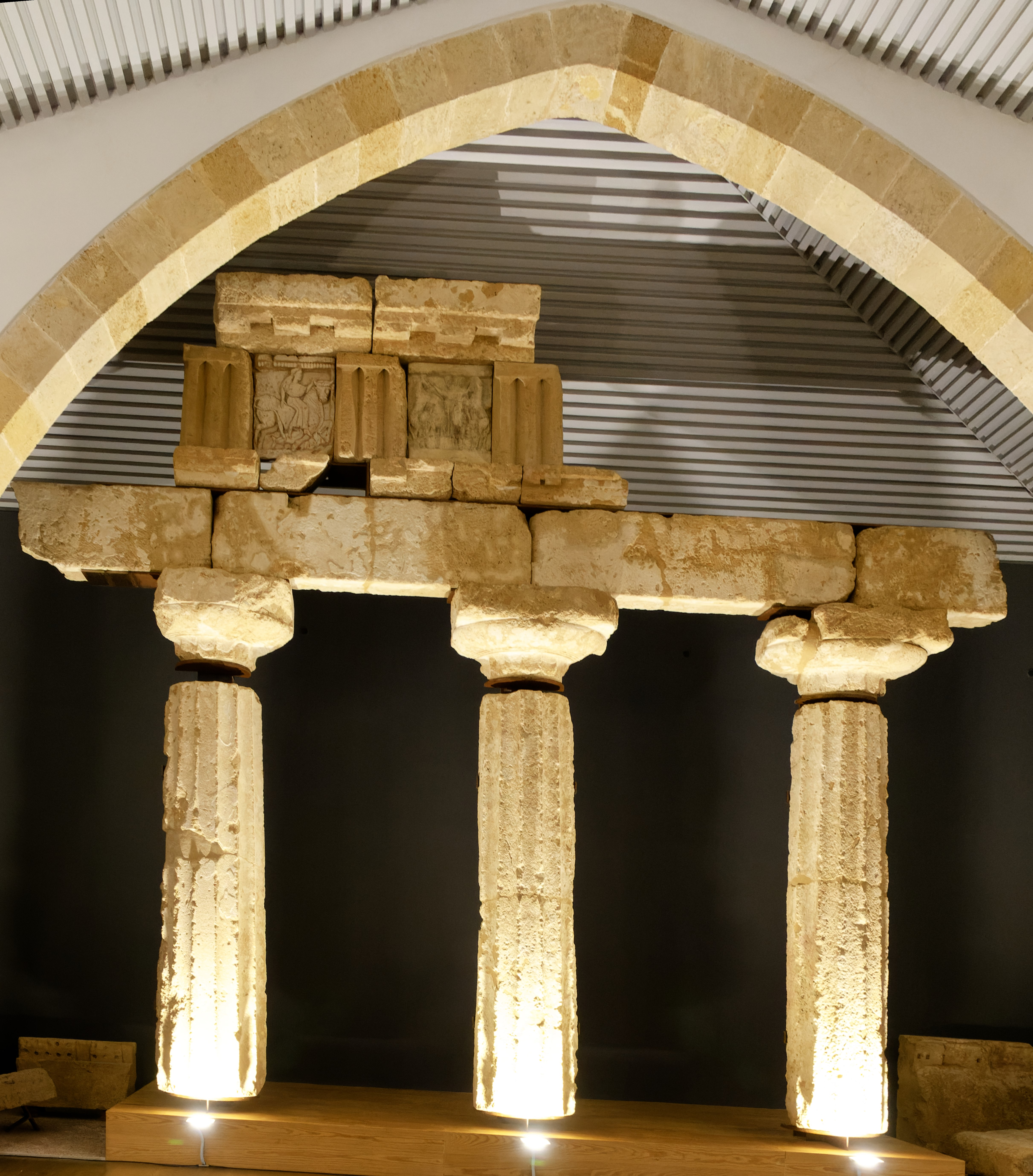
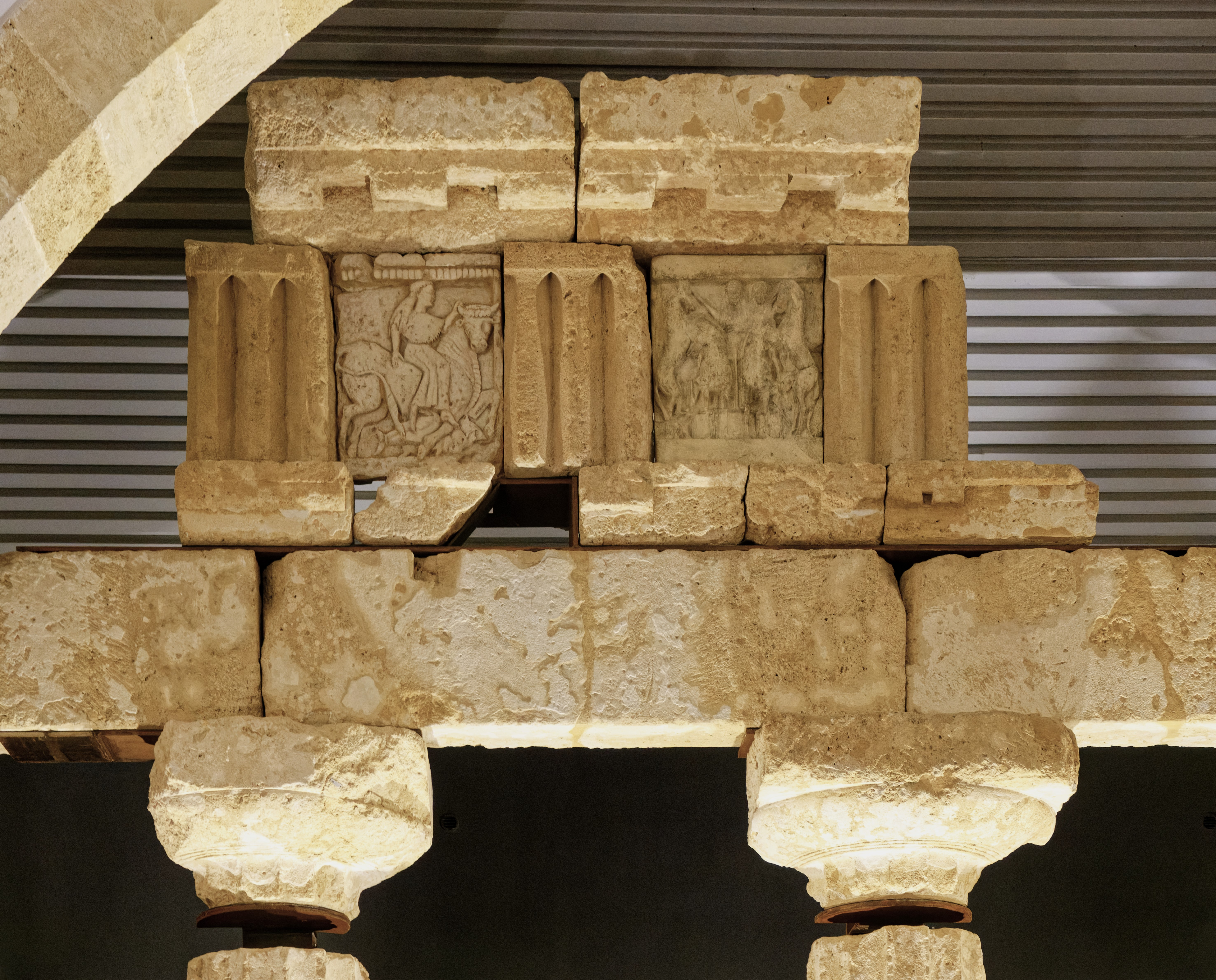
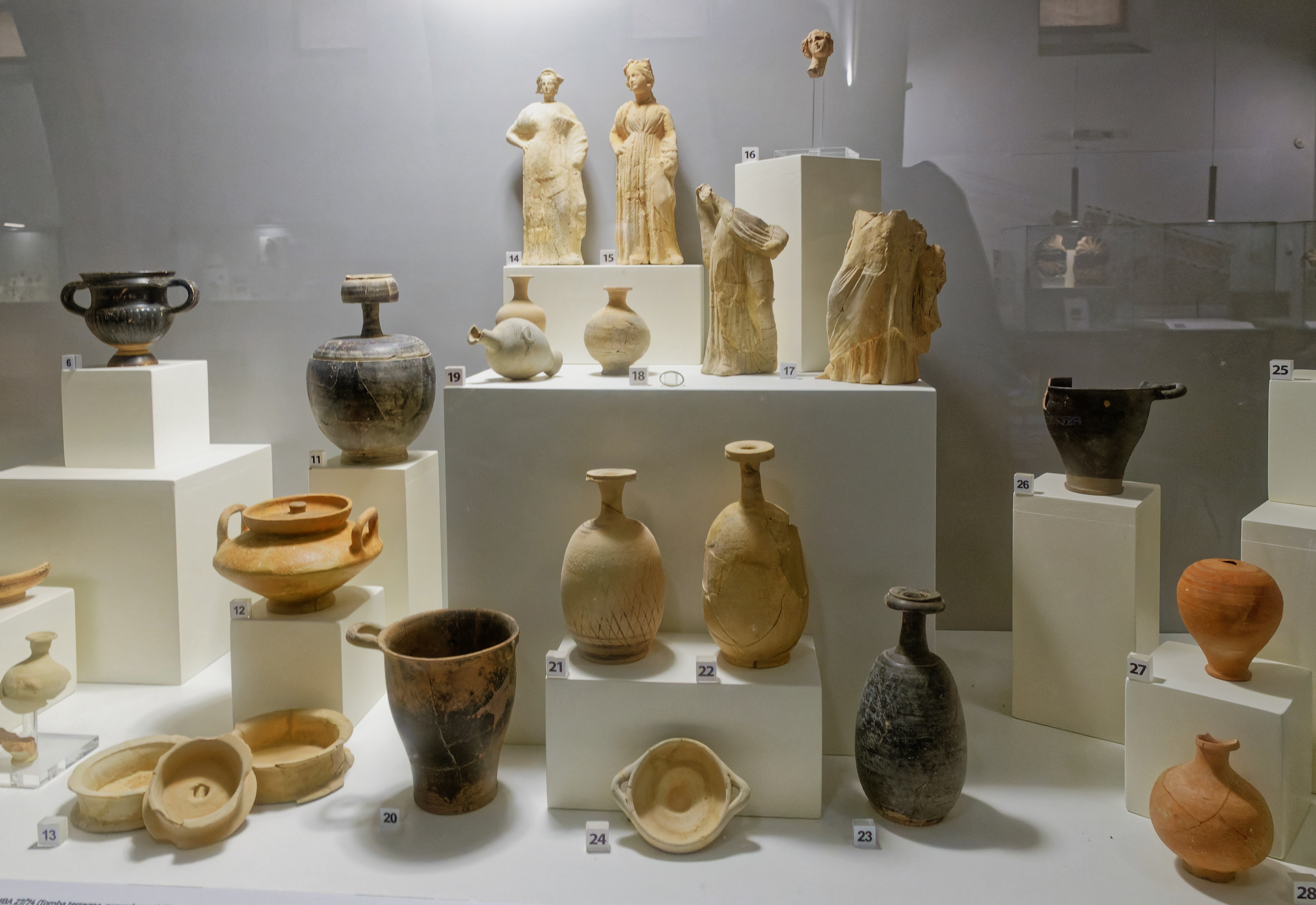
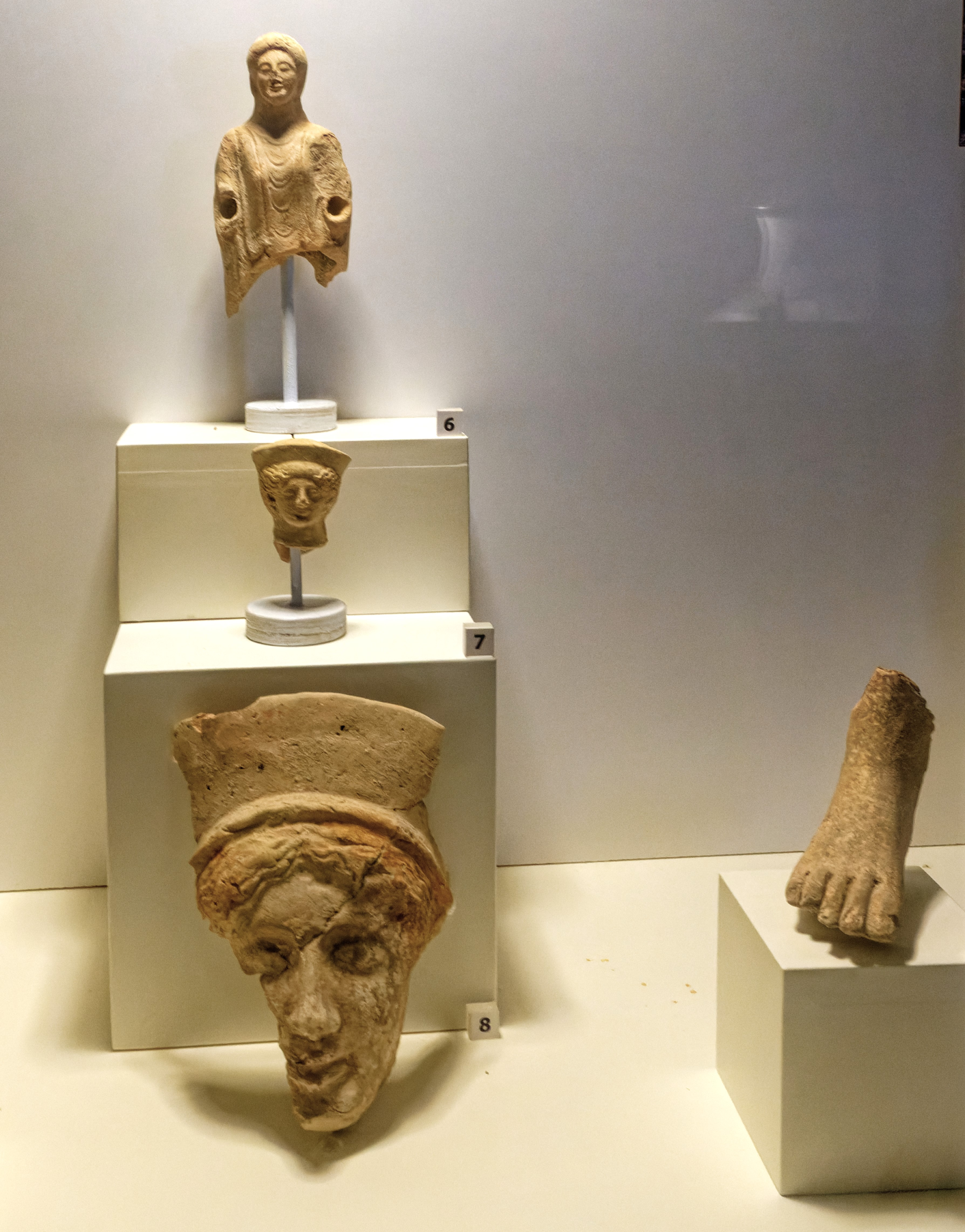
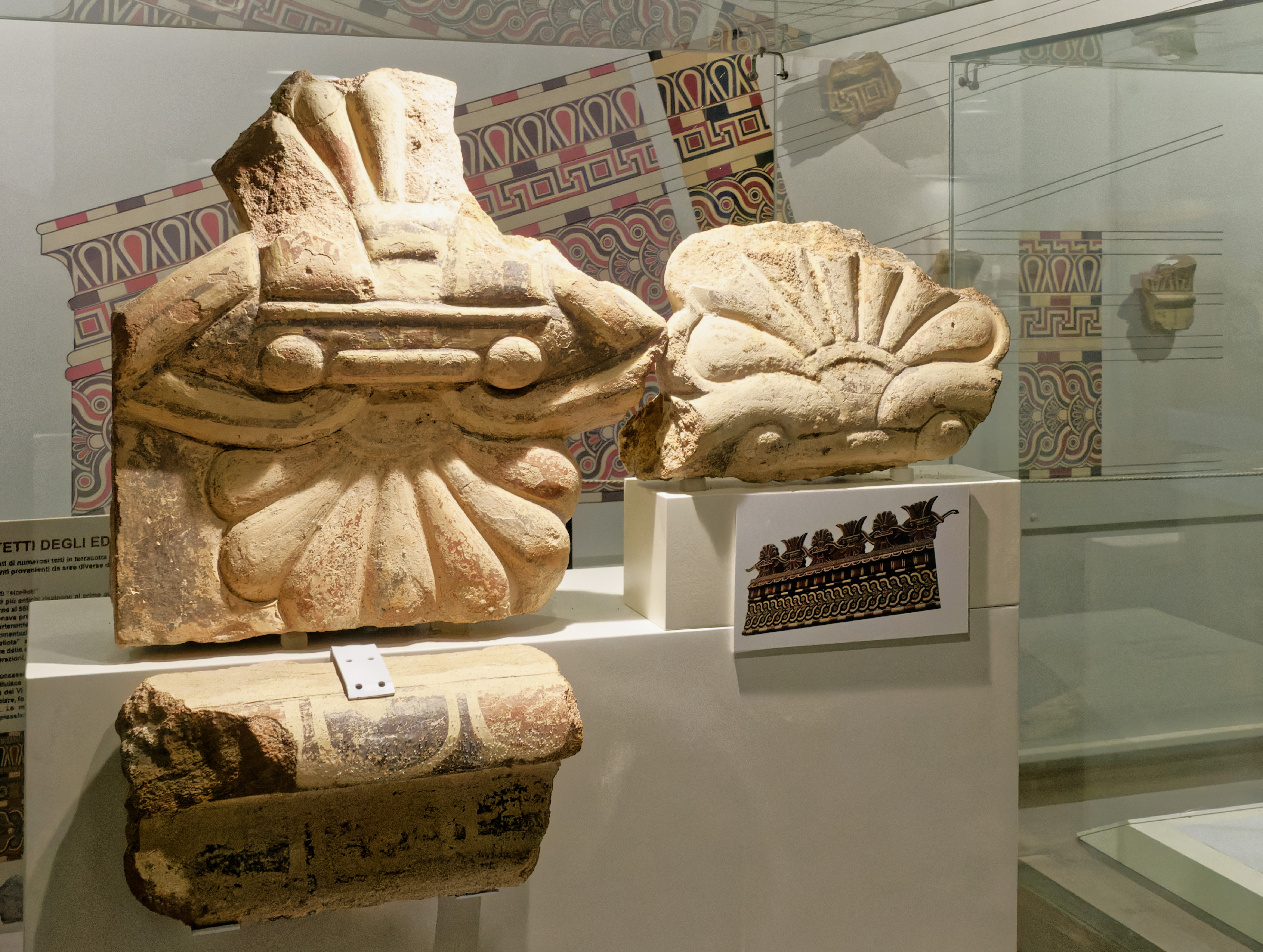
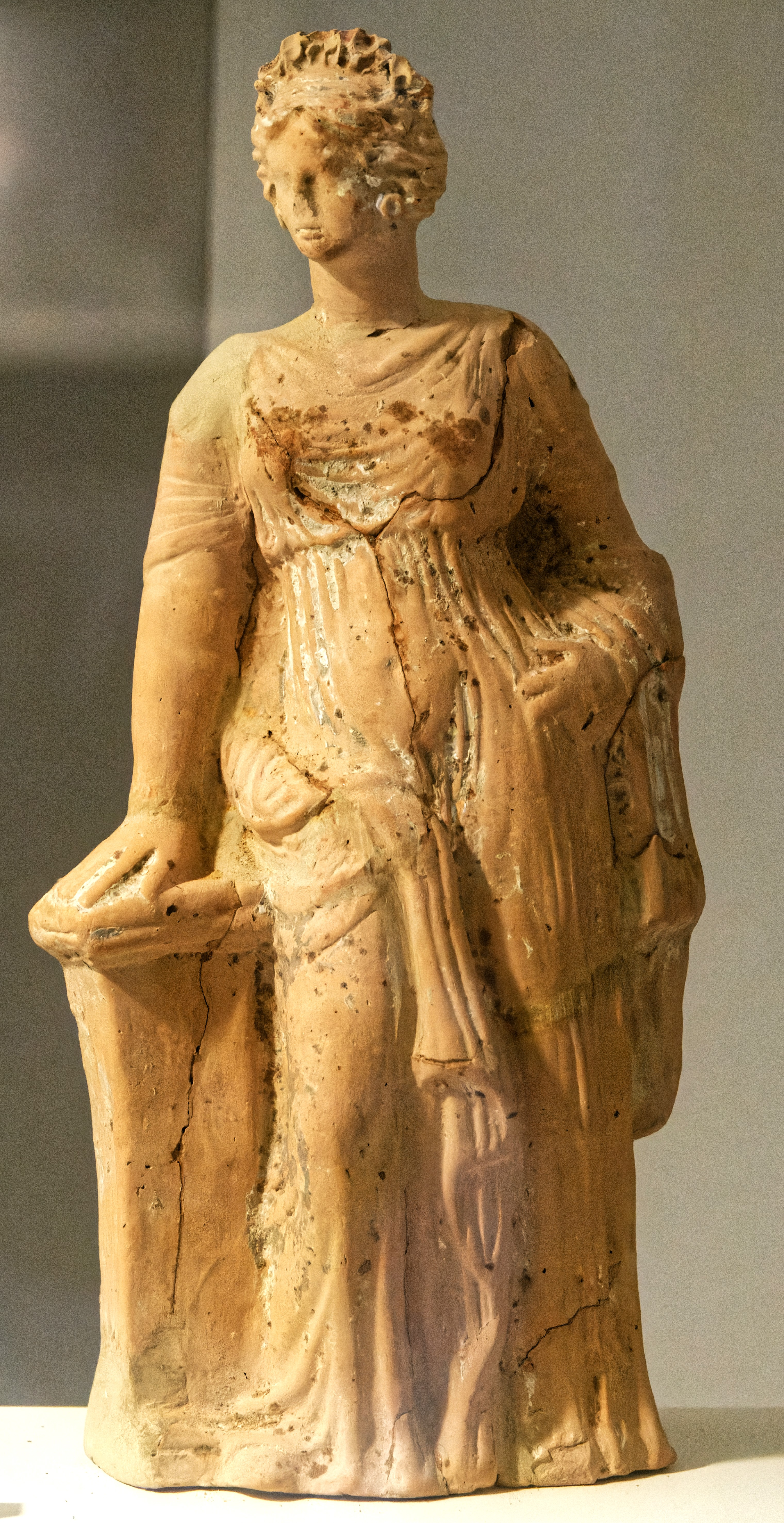